# Jeff Ballard
Jeff Ballard est un batteur de jazz américain, né le 17 septembre 1963 à Santa Cruz, en Californie. Il a joué pour Ray Charles, Pat Metheny et Chick Corea, entre autres. Il intègre le trio de Brad Mehldau après le départ de Jorge Rossy en 2006. Au point de vue technique, son style s'impose par un agrément rapide et fluide y compris en accompagnement de thèmes lents. Il est rendu célèbre par un jeu extrêmement vif, spécialement à la main droite.
Jeff Ballard joue sur une batterie CAMCO avec une caisse claire Craviotto, il utilise des cymbales Zildjian K custom et K zildjian Constantinople.

## Sources
- Best-drummer.com: Jeff Ballard